# Théorème d'économie
Un théorème d'économie (ou loi économique) est une loi, ou règle, ou relation établie voire démontrée en sciences économiques.

## Théorèmes empiriques
Ils s'appuient sur les données de statistiques économiques. Des relations entre variables économiques sont valables sur le passé, pour une multitude de pays.

## Théorèmes mathématiques
Certains théorèmes ont été démontrés en économie, avec toute la rigueur mathématique.
Ces théorèmes nécessitent des hypothèses, parfois assez fortes.